# María Salgado
María Salgado (1984, Toro, Zamora) es una cantante española. 

## Biografía
Se inició de forma natural en las fuentes y raíces de la música popular. Grabó un disco con canciones extraídas del Cancionero de Castilla que Agapito Marazuela había rescatado del olvido tiempo atrás. En Canciones de amor y trabajo María Salgado reelaboró aquellas viejas melodías e introdujo instrumentación moderna. Con Joaquín Díaz, su otro preceptor, participó y colaboró en numerosas grabaciones discográficas; El Calendario del pueblo, trabajo que fue captado en varios volúmenes junto con otros folcloristas como: Raices, Candeal, Joaquín González o Ángel Carril. Ha publicado catorce discos en solitario y numerosas colaboraciones y trabajos conjuntos. María Salgado ha cantado versos de Luis López Álvarez (como el Romance de la Reina Juana ) o Luis Diaz Viana, del que tiene dos grabaciones monográficas: Recuerdo y profecía por España (un disco que fue uno de los habituales en el programa radiofónico de Jesús Quintero, El loco de la colina) y La última dama. 
María Salgado participó también en el disco homenaje a la compositora cubana María Teresa Vera, en colaboración con Martirio, Omara Portuondo y Pablo Guerrero.
En su disco Siete modos de guisar las berenjenas, unas nostálgicas melodías sefardíes, recogidas en Grecia, conviven sin dificultad con nuevas canciones compuestas por Juan Pablo Silvestre. En Abrecaminos, María Salgado ha vuelto a sus orígenes castellanos y leoneses para volver a mezclarlos con ritmos orientales, sefardíes y composiciones de nuevo registro como "Memoria del agua" o "Tiempo", con letra de  Dulce María Loynaz . En el CD Amor en Cuba, María Salgado interpreta una recopilación de canciones que exploran y unen dos culturas hermanas, la cubana y la castellana.
María Salgado ha actuado en la "Cantada d'havaneres de Calella de Palafrugell" (Canto de habaneras de Calella de Palafrugell)  y es autora del libro Castilla canta habaneras.